# مولان، سند
مولان (به انگلیسی: Moolan) یک منطقهٔ مسکونی در پاکستان است که در ناحیه حیدرآباد، سند واقع شده‌است.